# Odenwald (Schiff, 1923)
Die zweite Odenwald der Hamburg-Amerikanischen Packetfahrt-Actien-Gesellschaft (Hapag) war ein 1923 von der Deutschen Werft in Hamburg gebautes Frachtschiff mit Dieselantrieb. 1935 wurde sie in Assuan umbenannt, als sie vor allem zur Westküste Amerikas im Einsatz war.
Ab 1939 hieß sie wieder Odenwald. Bei Kriegsbeginn suchte das Schiff Zuflucht in Japan und wurde dort aufgelegt. 1941 wurde die Odenwald als Blockadebrecher nach Europa eingesetzt.
Am 6. November 1941 kaperten der Kreuzer USS Omaha und der Zerstörer USS Somers im Südatlantik die Odenwald, die sich als amerikanisches Handelsschiff Willmoto getarnt hatte. Hitler erwähnte das Schicksal der Odenwald in seiner Kriegserklärung Deutschlands und Italiens an die Vereinigten Staaten.

## Geschichte
Die Hapag erhielt von der ihr nahestehenden Deutschen Werft in Hamburg-Finkenwerder eine Serie von zehn Frachtern, deren Namen auf -wald endeten und die Namen der Westindienfrachter der Vorkriegszeit wieder aufnahmen. Die auf Serienbau spezialisierte Bauwerft lieferte ähnliche Schiffe an ausländische Auftraggeber wie die niederländische Reederei van Nievelt oder die norwegische Reederei Wilh. Wilhelmsen.

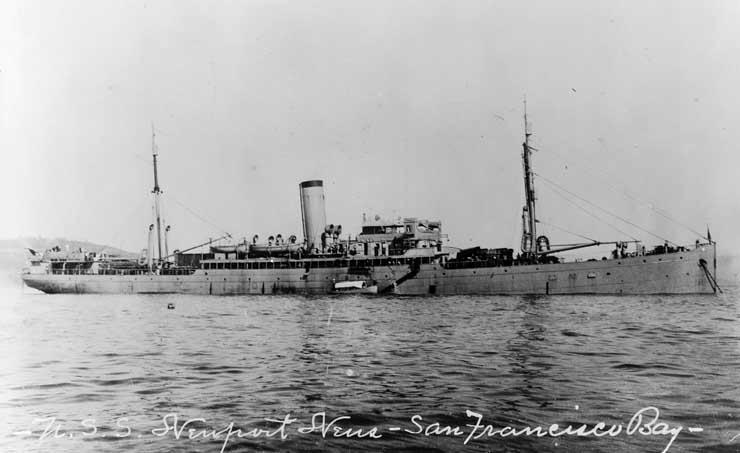
Die erste Odenwald unter US-Flagge

Die erste Odenwald der Hapag war ein 1907 von der dänischen Reederei Det Østasiatiske Kompagni übernommener Frachter des Westindiendienst, der 1904 als St. Jan von der Flensburger Schiffbau-Gesellschaft erbaut worden war. 1914 hatte sie in San Juan de Puerto Rico am 9. August die Karlsruhe bei der Übernahme von Kohlen innerhalb der zulässigen Fristen unterstützt. 1917 wurde die erste Odenwald von den USA beschlagnahmt und dann als USS Newport News (AK-3) eingesetzt, ehe sie 1925 verschrottet wurde.
Die neue Odenwald war nach der Spreewald das zweite Motorschiff innerhalb der Hapagserie. Als erstes Schiff der Werft mit diesem Antriebskonzept war die sehr ähnliche Tiradentes der norwegischen Reederei Wilhelmsen (4960 BRT, 8857 tdw) schon im September 1922 ausgeliefert worden.
Wie ihr Schwesterschiff Spreewald wurde die Odenwald auch auf verschiedenen Routen über den Atlantik eingesetzt. Als beide Schiffe vorrangig auf der Route zur südamerikanischen Pazifikküste zum Einsatz kamen, wurde die Odenwald vom 30. März 1935 bis zum 2. Oktober 1938 in Assuan umbenannt. Auf ihrer 41. Reise verließ die Odenwald Hamburg im April 1939 und lief über Häfen in den Philippinen nach Japan. Am 12. August 1939 verließ sie Nagoya nach Los Angeles. Am 26. August 1939 erhielt sie auf der Position 44° 7′ 0″ N, 146° 31′ 0″ W schon nahe der nordamerikanischen Westküste die Nachricht vom drohenden Kriegsausbruch. Sie wurde etwas getarnt und lief zurück nach Japan, wo sie am 15. September in Yokohama eintraf. Das Schiff wurde entladen und die überwiegend chinesische Besatzung abgemustert. Da der Kapitän Reinhold Duelcke erkrankte, wurde er am 17. Juli 1941 durch Gerhart Loers ersetzt, der als Kapitän der Eisenach des Norddeutschen Lloyd sein Schiff Ende März 1941 in Puntarenas (Costa Rica) selbst versenkt hatte.

## Kriegsschicksal derOdenwald

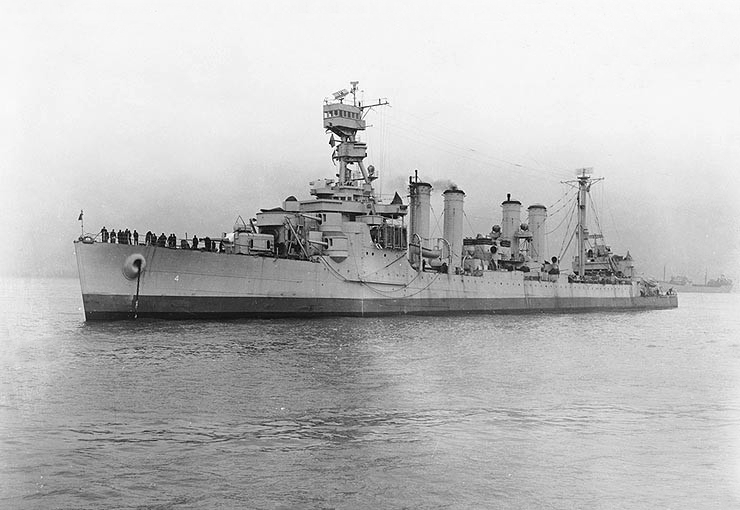
Die USS Omaha

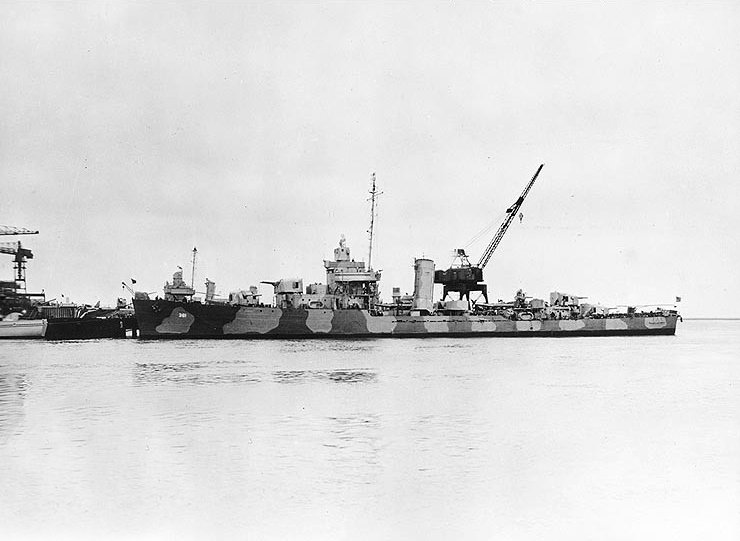
USS Somers im Februar 1942

1941 wurde die Odenwald als siebter Blockadebrecher nach Europa eingesetzt. Mit einer Ladung von 3857 t Kautschuk und einer neu gebildeten Besatzung verließ sie am 21. August Yokohama. Neben der Kautschukladung wurden auch Ladungsteile verschiedener in Japan verbliebener Schiffe auf der Odenwald in die Heimat verschickt. Zu diesem Zeitpunkt hatten drei Schiffe (Ermland, Ole Jacob, Regensburg) diese Reise durchgeführt. Die vor ihr im Juni in Marsch gesetzte Anneliese Essberger erreichte Bordeaux am 10. September. Nur die Elbe war am 6. Juni 1941 nahe den Azoren von Flugzeugen der Eagle entdeckt und versenkt worden, die nach der Bismarck suchten. Die ihr folgende Regensburg erreichte Südfrankreich, die danach in Marsch gesetzte Ramses wurde allerdings zurückbefohlen.
Am 6. November 1941 kaperten der Kreuzer Omaha mit dem Zerstörer Somers im Südatlantik östlich des Sankt-Peter-und-Sankt-Pauls-Felsen etwa auf der Position 0° 40′ 0″ N, 28° 4′ 0″ W die Odenwald, die sich als amerikanisches Handelsschiff Willmoto getarnt hatte. Die Besatzung der Odenwald versuchte, ihr Schiff zu versenken, als sie erkannte, dass die amerikanischen Schiffe ein Boot zur Inspektion ihres Schiffes entsandten. Auch versuchte man durch eine Sprengung die Wellen unbrauchbar zu machen.

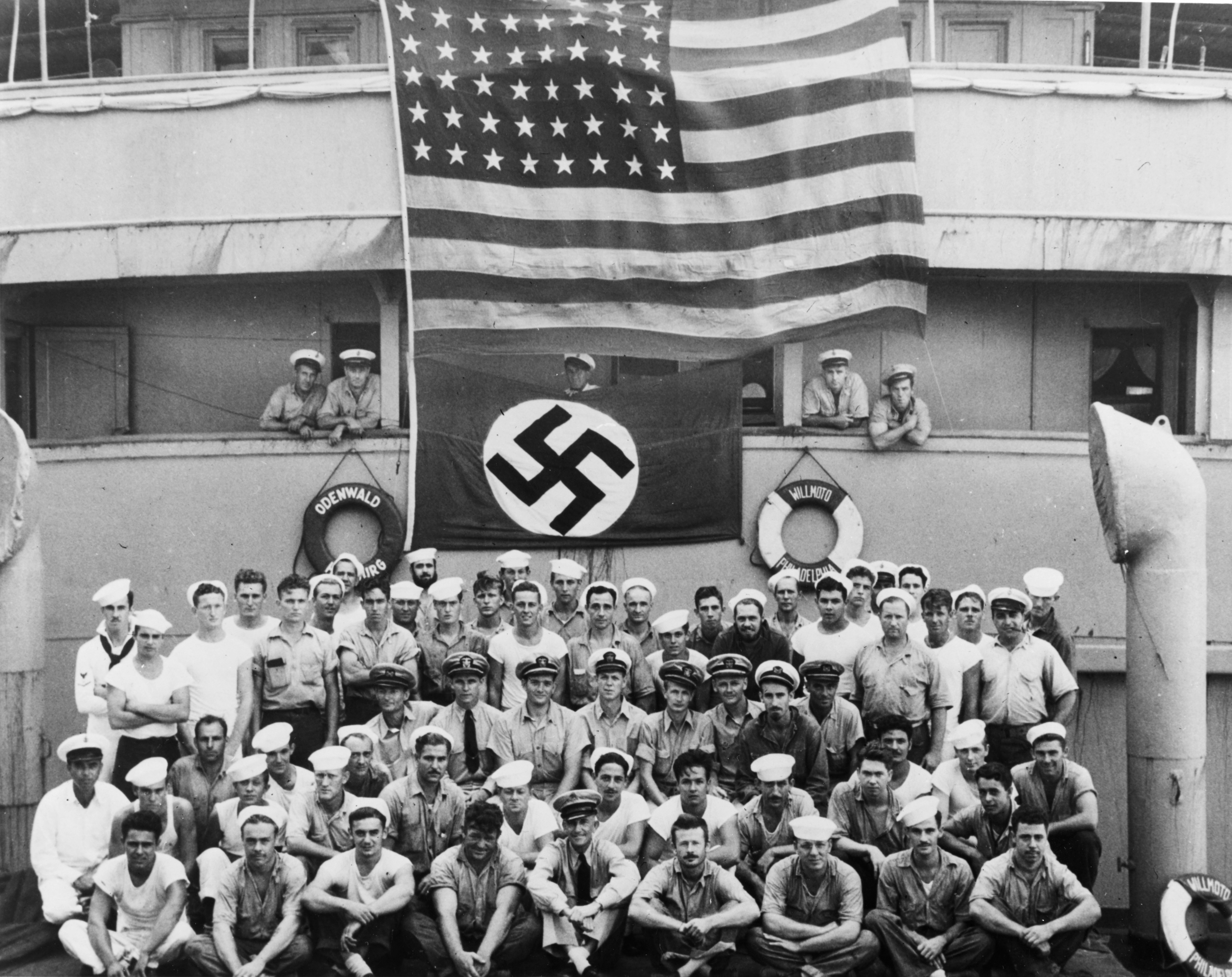
Erinnerungsphoto des Prisenkommando der Omaha auf der Odenwald

Dem amerikanischen Prisenkommando gelang es, die Motoren wieder in Gang zu bringen und die von den Deutschen verursachten Wassereinbrüche zu kontrollieren. Der amerikanische Verband, der eigentlich Recife anlaufen sollte, entschied sich, mit der gekaperten Odenwald nach Trinidad zu laufen, um das neutrale Brasilien nicht in ihre Aktion einzubeziehen. Schließlich brachten die USN-Schiffe die Odenwald bis nach Puerto Rico.
Da sich die USA offiziell nicht im Krieg mit dem Deutschen Reich befand, wurde der Vorfall als Rettungs- und Bergungshandlung dargestellt und führte 1947 bis 1951 zu einem Rechtsstreit zwischen den Eignern der Odenwald und den USA (Hamburg-American Line and Swiss Bank Corp. versus U.S.).
Für die Kaperung der Odenwald soll auch letztmals Prisengeld gezahlt worden sein.
Ein interessantes Detail ist, dass auch die erste Odenwald am 21. März 1915 Gegenstand eines Eingreifens amerikanischer Behörden vor Kriegsbeitritt der USA war, als sie ohne Klarierungspapiere den Hafen von San Juan de Puerto Rico verließ, mit einem Kanonenschuss gestoppt und von US-Marines geentert wurde.

## Unter US-Flagge
Die Odenwald wurde nach der deutschen Kriegserklärung an die Vereinigten Staaten als Blenheim unter der War Shipping Administration der Reederei Waterman Steamship Co. in New Orleans zur Verfügung gestellt. Am 8. Januar 1945 lag sie in Antwerpen, als eine V 2 neben ihr auf dem Kai einschlug und das Schiff schwer beschädigte. Glücklicherweise gab es nur 20 (zum Teil Schwer)-Verletzte und keine Toten.